# György Bakos
György Bakos (* 6. července 1960, Zalaegerszeg, Zala) je bývalý maďarský atlet, který se věnoval krátkým překážkovým běhům.

## Kariéra
První mezinárodní úspěch si připsal v roce 1979 na juniorském mistrovství Evropy v Bydhošti, kde vybojoval stříbrnou medaili v běhu na 110 metrů překážek. Na halovém ME v Budapešti 1983 doběhl ve finále běhu na 60 metrů překážek jako pátý. Na prvním MS v atletice 1983 v Helsinkách se probojoval do finále, kde skončil v čase 13,68 s na šestém místě. V roce 1984 získal stříbrnou medaili na halovém ME ve švédském Göteborgu.
O rok později se stal v Pireu halovým mistrem Evropy v běhu na 60 metrů překážek, když ve finále zaběhl trať v čase 7,60 s. Stříbro vybojoval československý překážkář Jiří Hudec, který byl o osm setin sekundy pomalejší. Na ME v atletice 1986 ve Stuttgartu se umístil na posledním, osmém místě v čase 13,84 s. V roce 1987 doběhl pátý na halovém ME ve francouzském Liévinu a prošel do semifinále na světovém šampionátu v Římě. Na letních olympijských hrách 1988 v jihokorejském Soulu skončila jeho cesta ve čtvrtfinále.
Zúčastnil se také halového MS 1987 v Indianapolisu a halového MS 1989 v Budapešti, kde shodně neprošel rozběhem.